# Erling Jacobsen
Erling Dávidsson Jacobsen (født 13. februar 1990) er en færøsk fodboldspiller, hvis primære position på banen er i forsvaret.

## Spillerkarriere
Jacobsen har i sin ungdomstid tidligere repræsenteret den færøske fodboldklub Gøtu ÍF, som nu hedder Víkingur Gøta efter at GÍ fusionerede med LÍF fra Leirvík.
Den defensive fodboldspiller valgte i sommerpausen 2007 at skifte til dansk fodbold sammen med hans jævnaldrende landsmænd Páll Klettskarð og Hans Jørgensen og lavede i første omgang en udviklingsaftale med 2. divisionsklubben Fremad Amager – sat i værk af den tidligere professionelle fodboldspiller og nye bestyrelsesformand i Sundby-klubben Todi Jónsson. Jacobsen debuterede som 17-årig på amagerkanernes førstehold i forbindelse med afviklingen af 2. runde i DBUs Landspokalturnering den 29. august 2007 mod 1. divisionsholdet Herfølge Boldklub. Forsvarsspilleren fik sin debut i den tredjebedste danske fodboldrække i forbindelse med hjemmebanekampen i Sundby Idrætspark mod Brønshøj Boldklub den 11. november 2007.
Jacobsen er blevet noteret for en række ungdomskampe på henholdsvis det færøske U/15-landshold, U/17-landshold (tre kampe mod de tilsvarende fodboldlandshold for San Marino, Tyskland og Portugal) og U/19-landshold. I 2009 og 2010 spillede Jacobsen 3 kampe for Færøernes U/21-landshold. Dette ungdomslandshold var det første færøske fodboldslandshold som fik to-cifret point i en international konkurrence. U21 holdet som Jacobsen var en del af fik 11 point, men endte dog næstnederst i gruppen. Jacobsen spillede bl.a. med i kampen mod Rusland, som Færøerne U21 vandt 1-0.
I 2010 flyttede Erling Jacobsen tilbage til Færøerne for at spille med Víkingur Gøta. I oktober 2010 fik han sin debut på Færøernes fodboldlandshold i kampen mod Nordirland. Resultatet af kampen var 1-1. Jacobsen fik megen ros efter kampen. Den færøske avis Dimmalætting kaldte ham "Man of the match". I november 2010 blev Erling Jacobsen kåret som "Årets Stjerneskud 2010" af den færøske medie virksomehed Miðlahúsið (Sosialurin og Rás2).

## Ekstern kilde/henvisning
- Spillerprofil på fca.dk Arkiveret 11. november 2007 hos  Wayback Machine
- Fremad-amager.dk (Webside ikke længere tilgængelig)
- Erling Jacobsen's profil på FaroeSoccer.com